# Gary Urton
Gary Urton (* 7. Juli 1946 in Alabama (USA)) ist ein US-amerikanischer Anthropologe und Hochschullehrer. Er ist bekannt als Autorität für Quipu, die Knotenschrift der Inka.
Er studierte ab 1964 an der Eastern New Mexico University und ab 1966 Geschichte an der University of New Mexico mit dem Bachelorabschluss 1969. Danach setzte er sein Studium an der University of Illinois at Urbana-Champaign fort, mit dem Masterabschluss in Alter Geschichte 1971 und der Promotion in Anthropologie 1979. Für die Dissertation über Ethnoastronomie und Kalenderkunde unternahm er Feldstudien in Peru. Ab 1978 war er in der Fakultät für Soziologie und Anthropologie der Colgate University in Hamilton (New York). Ab 2002 lehrte er an der Harvard University in der Fakultät für Anthropologie. Von 2012 bis 2018 war er Lehrstuhlinhaber (department chair) der Abteilung für Anthropologie. Aufgrund von Vorwürfen der sexuellen Belästigung von Studentinnen wurde er 2020 von der Harvard University beurlaubt und ihm 2021 auch der Emeritus-Status entzogen.
In einem 2003 erschienenen Buch zerlegt er die Quipu Schriften in Grundelemente. Die bis heute nicht entzifferte Knotenschrift der Inkas kodiert seiner Ansicht nach neben Zahlen auch Erzählungen.
2000 war er MacArthur Fellow. Seit 2009 hat er eine Ehrenprofessur in der Pontificia Universidad Catolica del Peru. Er war mehrfach Gastprofessor an der École des Hautes Études en Sciences Sociales in Paris.

## Veröffentlichungen
- At the crossroads of earth and sky. An Andean Cosmology. University of Texas Press, Austin TX 1981, ISBN 0-292-70349-X (Zugleich: Urbana IL, Universität, Dissertation, 1979; Paperback-Ausgabe: ebenda 1988, ISBN 0-292-70404-6).
- als Herausgeber mit Anthony F. Aveni: Ethnoastronomy and Archaeoastronomy in the American Tropics (= Annals of the New York Academy of Sciences. 385). The New York Academy of Sciences, New York NY 1982, ISBN 0-89766-160-5.
- als Herausgeber: Animal myths and metaphors in South America. University of Utah Press, Salt Lake City UT 1985, ISBN 0-87480-205-9.
- The history of a myth. Pacariqtambo and the origin of the Inkas. University of Texas Press, Austin TX 1990, ISBN 0-292-73051-9.
- The Social life of numbers. A Quechua ontology of numbers and philosophy of arithmetic. University of Texas Press Austin TX 1997, ISBN 0-292-78533-X.
- Inca Myths. British Museum Press, London 1999, ISBN 0-7141-1791-9 (Parallelausgabe: University of Texas Press,  Austin TX 1999, ISBN 0-292-78532-1).
  - deutsch: Mythen der Inka. Aus dem Englischen übersetzt von Christian Rochow. Stuttgart, Reclam 2002, ISBN 3-15-010497-1.
- Signs of the Inka Khipu. Binary coding in the Andean knotted-string records. University of Texas Press, Austin TX 2003, ISBN 0-292-78540-2.
- als Herausgeber mit Clive Ruggles: Skywatching in the ancient world. New perspectives in cultural astronomy. Studies in honor of Anthony F. Aveni. University of Colorado Press, Boulder CO 2007, ISBN 978-0-87081-887-5.